# Vatnsnes
Vatnsnes is een schiereiland in de gemeente Húnaþing vestra, regio Norðurland vestra in het noorden van IJsland. Het wordt begrensd door de Miðfjörður en de baai Húnaflói in het westen en de Húnafjörður in het oosten.
Op het schiereiland liggen meerdere bergen, waarvan de Þrælsfell (906 meter) de hoogste is. De enige plaats van betekenis is het vissersplaatsje Hvammstangi. Aan de noordpunt ligt de verlaten nederzetting Hindisvík en de nabijgelegen zeehondenbaai. De Vatnsnesvegur (Vatnsnesweg) met wegnummer 711 loopt vrijwel helemaal rond het schiereiland Vatnsnes en sluit aan op de Hringvegur die in een grote cirkel over heel IJsland loopt. Aan de noordoostelijke zijde van het schiereiland is vanaf de weg in de Húnafjörður de "drakenrots" Hvítserkur te zien; een rots in zee die wel wat weg heeft van een drinkende draak. In het zuidoosten van Vatnsnes ligt aan de weg 717 op een heuvel de enige middeleeuwse vesting van IJsland: Borgarvirki. Vanaf Borgarvirki kijk je in westelijke richting uit over het Vesturhópsvatn.
Tussen Vatnsnes en het oostelijker gelegen schiereiland Skagi ligt het meer Hóp. Dit is eigenlijk een lagune omdat de landtong die Hóp van de Húnafjörður scheidt in het westen een opening heeft. Op deze landtong, de Þingeyrarsandur, bevindt zich Þingeyrar: de plaats waar in de 12e eeuw het eerste klooster van IJsland stond. Heden staat er een klein zwart kerkje: de Þingeyrarkirkja.

## Afbeeldingen

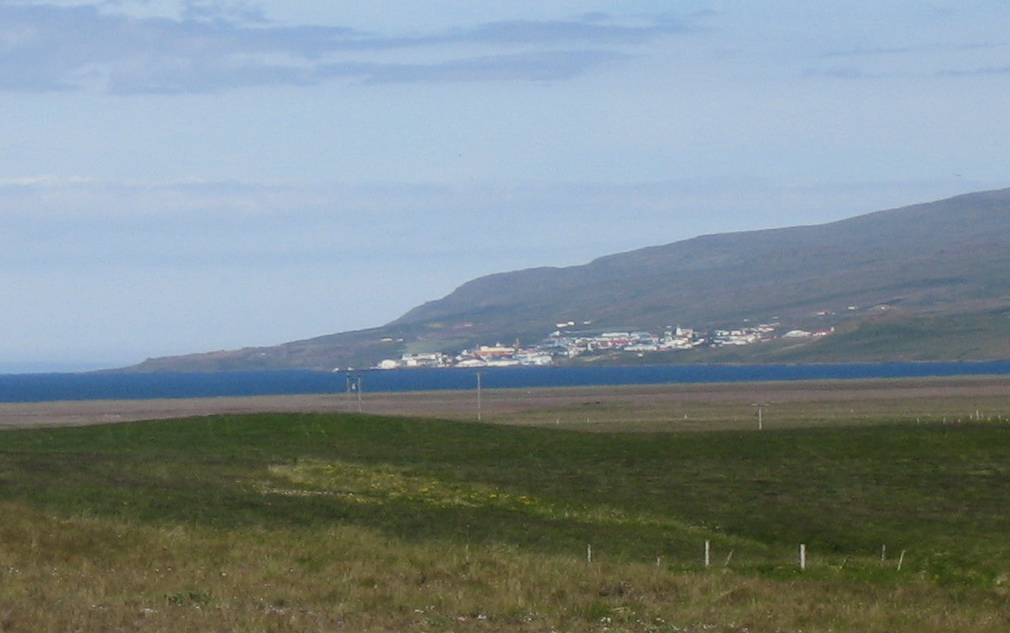
Hvammstangi
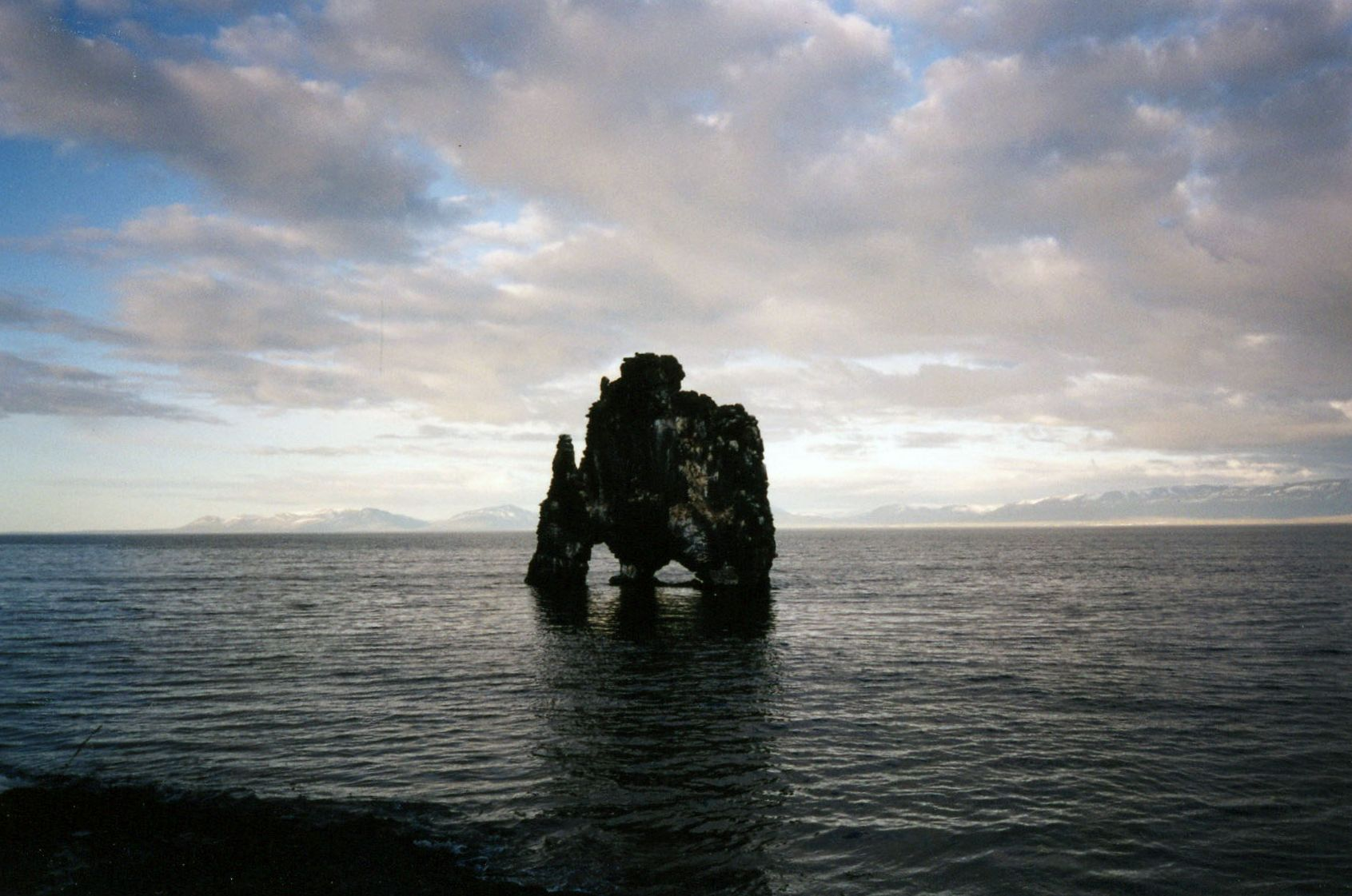
Hvítserkur
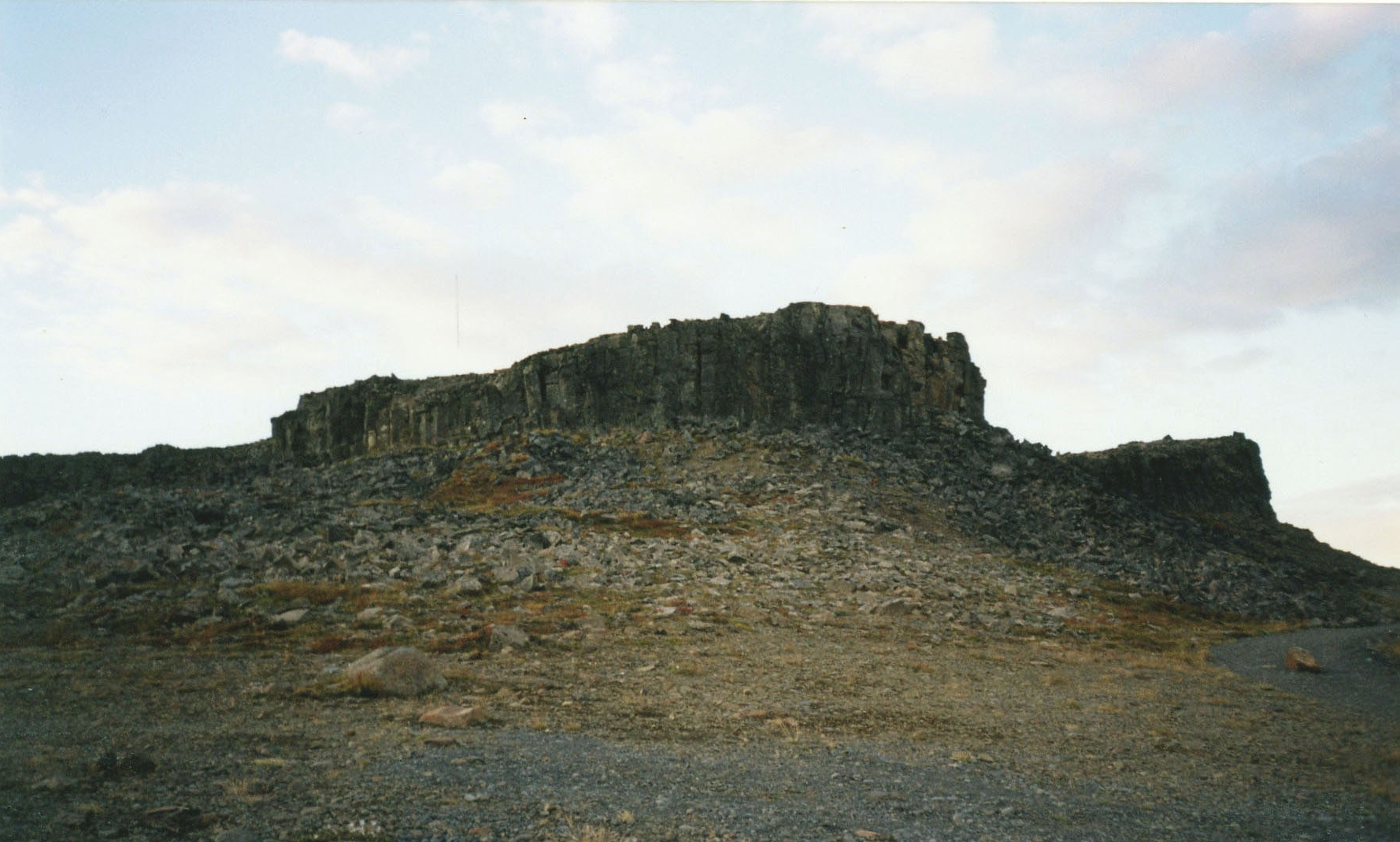
Borgarvirki
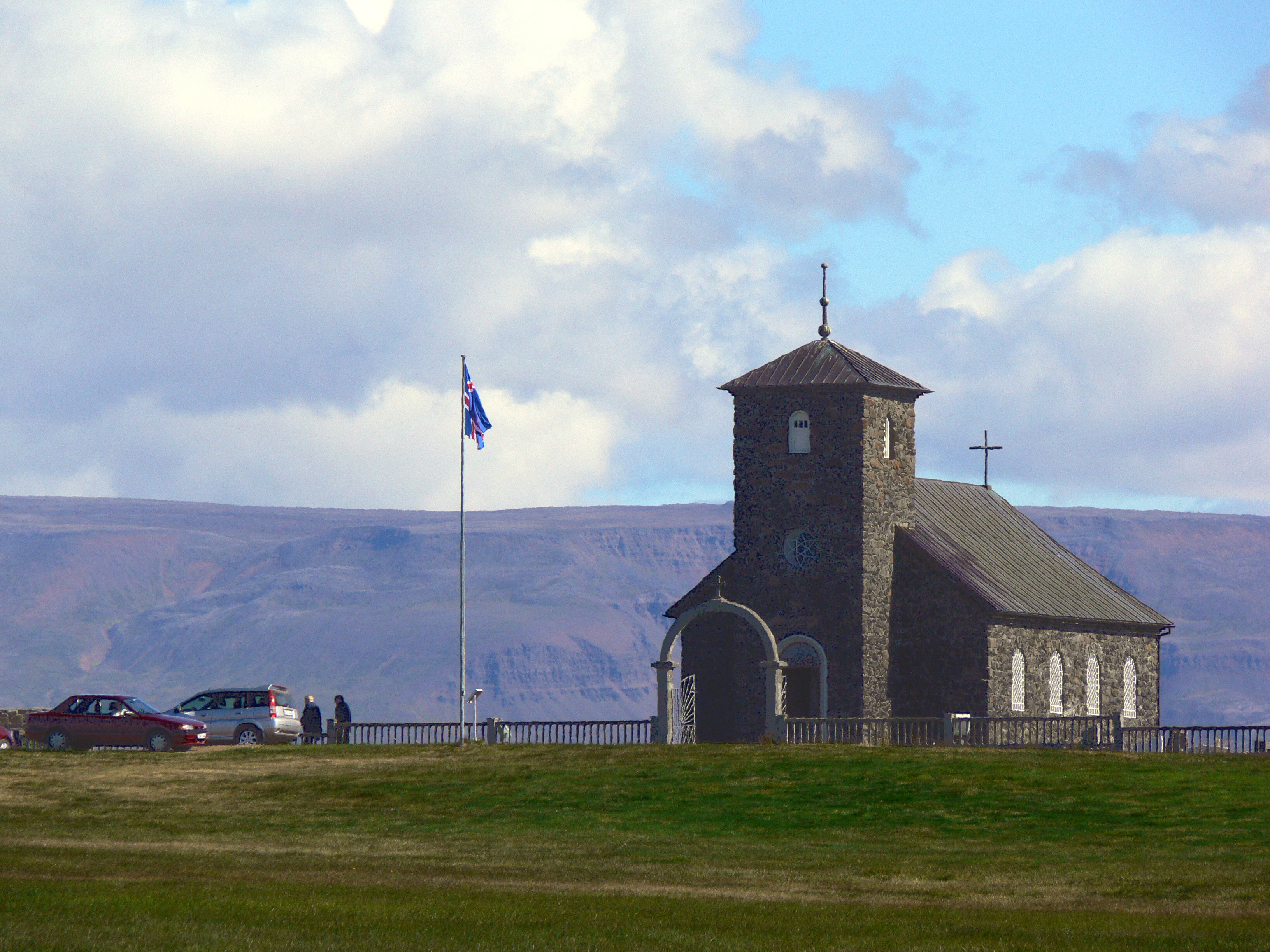
Þingeyrar-kerk